# Adriana van Ravenswaay
Adriana van Ravenswaay (Hilversum, 1816 - 1872), fou una pintora neerlandesa.	

## Biografia
Va ser germana del pintor Johannes van Ravenswaay (1815-1849), i com el seu germà, segurament, va rebre classes de dibuix i pintura per part del seu oncle Jan van Ravenswaay.
És coneguda pels seus bodegons de fruita i flors realitzats en Hilversum.